# Адемар II (виконт Лиможа)
Адемар II (фр. Adémar II de Limoges; ок. 1030 — ок. 1090) — виконт Лиможа с 1048 года.
Сын Адемара I. Наследовал брату — Ги II.
Воспользовавшись своим авторитетом, добился, чтобы на епископскую кафедру Лиможа, больше года остававшуюся вакантной, был избран Итье Шабо (1052—1073).
Заключил мирный договор с Госельмом де Пьер-Бюфьером и Ги де Латуром, согласно которому они в обмен на значительные уступки со стороны виконта отказывались от набегов на его владения.
Адемар II последний раз упоминается в документе от августа 1089 года.

## Семья
Между 1052 и 1060 годами женился на Гумберге. Считается, что она была дочерью или Жоффруа Ангулемского, или кого-то из перигорских графов. Дети:
- Эли (ум. после 1073)
- Пьер (ум. после 1077)
- Адемар III Бородатый, виконт Лиможа
- Мария, муж — Эбль, виконт де Вантадур
- Мелисенда — монахиня в Юзерше
- Эмелина, муж — Пьер де Мальмор, сеньор де Бофор.